# Världscupen i längdåkning 2001/2002
Världscupen i längdåkning 2001/2002 inleddes i Kuopio i Finland den 24 november 2001 och avslutades i Lillehammer i Norge den 23 mars 2002. Vinnare av totala världscupen blev Per Elofsson, Sverige på herrsidan och Bente Skari, Norge på damsidan.

## Tävlingskalender

### Herrar
| Placering | Datum            | Plats                  | Distans                                                              | Etta                                                                   | Tvåa                                                                       | Trea                                                                       |
| --------- | ---------------- | ---------------------- | -------------------------------------------------------------------- | ---------------------------------------------------------------------- | -------------------------------------------------------------------------- | -------------------------------------------------------------------------- |
| 1.        | 24 november 2001 | Kuopio                 | 15 kilometer klassisk stil                                           | Anders Aukland                                                         | Erling Jevne                                                               | Frode Estil                                                                |
| 2.        | 25 november 2001 | Kuopio                 | 10 kilometer fristil                                                 | Per Elofsson                                                           | Ole Einar Bjørndalen                                                       | Thomas Alsgaard                                                            |
| 3.        | 27 november 2001 | Kuopio                 | Stafett 4 × 10 kilometer                                             | NorgeOdd-Bjørn Hjelmeset Erling Jevne Håvard Bjerkeli Tor Arne Hetland | SverigeUrban Lindgren Mathias Fredriksson Per Elofsson Jörgen Brink        | Ryssland IVasilij Rotjev Michail Ivanov Nikolaj Bolsjakov Vladimir Vilisov |
| 4.        | 8 december 2001  | Cogne                  | 10 kilometer klassisk stil                                           | Anders Aukland                                                         | Per Elofsson                                                               | Frode Estil                                                                |
| 5.        | 9 december 2001  | Cogne                  | Sprint fristil                                                       | Cristian Zorzi                                                         | Tor Arne Hetland                                                           | Markus Hasler                                                              |
| 6.        | 12 december 2001 | Brusson                | 15 kilometer fristil                                                 | Johann Mühlegg                                                         | Christian Hoffmann                                                         | Per Elofsson                                                               |
| 7.        | 15 december 2001 | Davos                  | 15 kilometer klassisk stil                                           | Erling Jevne                                                           | Per Elofsson                                                               | Ivan Bátory                                                                |
| 8.        | 16 december 2001 | Davos                  | Stafett 4 × 10 kilometer                                             | SverigeUrban Lindgren Mathias Fredriksson Niklas Jonsson Per Elofsson  | RysslandVitalij Denisov Michail Ivanov Vladimir Vilisov Nikolaj Bolsjakov  | Norge IFrode Estil Erling Jevne Thomas Alsgaard Tor Arne Hetland           |
| 9.        | 19 december 2001 | Asiago                 | Sprint klassisk stil                                                 | Jens Arne Svartedal                                                    | Trond Iversen                                                              | Andreas Schlütter                                                          |
| 10.       | 22 december 2001 | Ramsau                 | 30 kilometer fristil (masstart)                                      | Per Elofsson                                                           | Ole Einar Bjørndalen                                                       | Christian Hoffmann                                                         |
| 11.       | 27 december 2001 | Garmisch-Partenkirchen | Sprint fristil                                                       | Cristian Zorzi                                                         | Tor Arne Hetland                                                           | Peter Larsson                                                              |
| 12.       | 29 december 2001 | Salzburg               | Sprint klassisk stil                                                 | Håvard Bjerkeli                                                        | Trond Einar Elden                                                          | Tor Arne Hetland                                                           |
| 13.       | 5 januari 2002   | Val di Fiemme          | 10 kilometer + 10 kilometer jaktstart                                | Per Elofsson                                                           | Thomas Alsgaard                                                            | Anders Aukland                                                             |
| 14.       | 6 januari 2002   | Val di Fiemme          | Sprint fristil                                                       | Trond Iversen                                                          | Keijo Kurttila                                                             | Thobias Fredriksson                                                        |
| 15.       | 8 januari 2002   | Val di Fiemme          | 30 kilometer klassisk stil (masstart)                                | Anders Aukland                                                         | Vitalij Denisov                                                            | Mathias Fredriksson                                                        |
| 16.       | 12 januari 2002  | Nové Město             | 10 kilometer fristil                                                 | Fabio Maj                                                              | Jaak Mae                                                                   | Kristen Skjeldal                                                           |
| 17.       | 13 januari 2003  | Nové Město             | Sprintstafett fristil                                                | Italien IIFabio Maj Freddy Schwienbacher                               | Italien IGiorgio Di Centa Cristian Zorzi                                   | Finland IIITeemu Kattilakoski Sami Repo                                    |
| IO        |                  | Salt Lake City         | Längdskidåkning vid olympiska vinterspelen 2002 8 - 24 februari 2002 | Längdskidåkning vid olympiska vinterspelen 2002 8 - 24 februari 2002   | Längdskidåkning vid olympiska vinterspelen 2002 8 - 24 februari 2002       | Längdskidåkning vid olympiska vinterspelen 2002 8 - 24 februari 2002       |
| 18.       | 2 mars 2002      | Lahtis                 | 15 kilometer fristil                                                 | Per Elofsson                                                           | Thomas Alsgaard                                                            | Tore Ruud Hofstad                                                          |
| 19.       | 3 mars 2002      | Lahtis                 | Sprintstafett fristil                                                | Italien IGiorgio Di Centa Cristian Zorzi                               | TysklandRené Sommerfeldt Tobias Angerer                                    | TjeckienLukáš Bauer Martin Koukal                                          |
| 20.       | 5 mars 2002      | Stockholm              | Sprint klassisk stil                                                 | Jens Arne Svartedal                                                    | Trond Iversen                                                              | Björn Lind                                                                 |
| 21.       | 9 mars 2002      | Falun                  | 10 kilometer + 10 kilometer jaktstart                                | Thomas Alsgaard                                                        | Kristen Skjeldal                                                           | Per Elofsson                                                               |
| 22.       | 10 mars 2002     | Falun                  | Stafett 4 × 10 kilometer                                             | Norge IFrode Estil Anders Aukland Kristen Skjeldal Thomas Alsgaard     | Sverige IMathias Fredriksson Per Elofsson Anders Södergren Fredrik Östberg | Norge IIJens Arne Svartedal Erling Jevne Tore Ruud Hofstad Tore Bjonviken  |
| 23.       | 13 mars 2002     | Oslo                   | Sprint klassisk stil                                                 | Jens Arne Svartedal                                                    | Jörgen Brink                                                               | Keijo Kurttila                                                             |
| 24.       | 16 mars 2002     | Oslo                   | 50 kilometer fristil                                                 | Thomas Alsgaard                                                        | Kristen Skjeldal                                                           | Pietro Piller Cottrer                                                      |
| 25.       | 23 mars 2002     | Lillehammer            | 58 kilometer klassisk stil (masstart)                                | Thomas Alsgaard                                                        | Anders Aukland                                                             | Frode Estil                                                                |

### Damer
| Placering | Datum            | Plats                  | Distans                                                              | Etta                                                                               | Tvåa                                                                          | Trea                                                                         |
| --------- | ---------------- | ---------------------- | -------------------------------------------------------------------- | ---------------------------------------------------------------------------------- | ----------------------------------------------------------------------------- | ---------------------------------------------------------------------------- |
| 1.        | 24 november 2001 | Kuopio                 | 10 kilometer klassisk stil                                           | Bente Skari                                                                        | Olga Danilova                                                                 | Lina Andersson                                                               |
| 2.        | 25 november 2001 | Kuopio                 | 5 kilometer fristil                                                  | Kateřina Neumannová                                                                | Julija Tjepalova                                                              | Kristina Šmigun                                                              |
| 3.        | 27 november 2001 | Kuopio                 | Stafett 4 × 5 kilometer                                              | Ryssland IOlga Danilova Natalia Baranova-Masolkina Nina Gavriljuk Julija Tjepalova | Ryssland IIAlena Sidko Ljubov Jegorova Jelena Burukina Olga Savjalova         | SverigeLina Andersson Elin Ek Anna Dahlberg Jenny Olsson                     |
| 4.        | 8 december 2001  | Cogne                  | 5 kilometer klassisk stil                                            | Bente Skari                                                                        | Olga Danilova                                                                 | Vibeke Skofterud                                                             |
| 5.        | 9 december 2001  | Cogne                  | Sprint fristil                                                       | Kateřina Neumannová                                                                | Vibeke Skofterud                                                              | Hilde G. Pedersen                                                            |
| 6.        | 12 december 2001 | Brusson                | 10 kilometer fristil                                                 | Julija Tjepalova                                                                   | Stefania Belmondo                                                             | Kristina Šmigun                                                              |
| 7.        | 15 december 2001 | Davos                  | 10 kilometer klassisk stil                                           | Bente Skari                                                                        | Kristina Šmigun                                                               | Stefania Belmondo                                                            |
| 8.        | 16 december 2001 | Davos                  | Stafett 4 × 5 kilometer                                              | NorgeTina Bay Bente Skari Hilde G. Pedersen Vibeke Skofterud                       | Ryssland IIIAlena Sidko Olga Rotjeva Jelena Burukina Jekaterina Szczastlivaja | ItalienCristina Paluselli Gabriella Paruzzi Arianna Follis Stefania Belmondo |
| 9.        | 19 december 2001 | Asiago                 | Sprint klassisk stil                                                 | Bente Skari                                                                        | Petra Majdič                                                                  | Beckie Scott                                                                 |
| 10.       | 22 december 2001 | Ramsau                 | 15 kilometer fristil (masstart)                                      | Kristina Šmigun                                                                    | Stefania Belmondo                                                             | Jelena Burukina                                                              |
| 11.       | 27 december 2001 | Garmisch-Partenkirchen | Sprint fristil                                                       | Evi Sachenbacher                                                                   | Sabina Valbusa                                                                | Maj Helen Sorkmo                                                             |
| 12.       | 29 december 2001 | Salzburg               | Sprint klassisk stil                                                 | Anita Moen                                                                         | Kateřina Neumannová                                                           | Maj Helen Sorkmo                                                             |
| 13.       | 5 januari 2002   | Val di Fiemme          | 5 kilometer + 5 kilometer jaktstart                                  | Olga Danilova                                                                      | Bente Skari                                                                   | Kateřina Neumannová                                                          |
| 14.       | 6 januari 2002   | Val di Fiemme          | Sprint fristil                                                       | Kateřina Neumannová                                                                | Hilde G. Pedersen                                                             | Sabina Valbusa                                                               |
| 15.       | 8 januari 2002   | Val di Fiemme          | 15 kilometer klassisk stil (masstart)                                | Bente Skari                                                                        | Olga Danilova                                                                 | Svetlana Nagejkina                                                           |
| 16.       | 12 januari 2002  | Nové Město             | 5 kilometer fristil                                                  | Julija Tjepalova                                                                   | Kateřina Neumannová                                                           | Stefania Belmondo                                                            |
| 17.       | 13 januari 2003  | Nové Město             | Sprintstafett fristil                                                | Ryssland IJevgenija Medvedeva Julija Tjepalova                                     | Italien IGabriella Paruzzi Sabina Valbusa                                     | Finland IRiikka Sirviö Riitta-Liisa Roponen                                  |
| IO        |                  | Salt Lake City         | Längdskidåkning vid olympiska vinterspelen 2002 8 - 24 februari 2002 | Längdskidåkning vid olympiska vinterspelen 2002 8 - 24 februari 2002               | Längdskidåkning vid olympiska vinterspelen 2002 8 - 24 februari 2002          | Längdskidåkning vid olympiska vinterspelen 2002 8 - 24 februari 2002         |
| 18.       | 2 mars 2002      | Lahtis                 | 15 kilometer fristil                                                 | Kristina Šmigun                                                                    | Stefania Belmondo                                                             | Nina Gavriljuk                                                               |
| 19.       | 3 mars 2002      | Lahtis                 | Sprintstafett fristil                                                | Italien IGabriella Paruzzi Sabina Valbusa                                          | Ryssland IOlga Savjalova Nina Gavriljuk                                       | Frankrike / ItalienKarine Philippot Stefania Belmondo                        |
| 20.       | 5 mars 2002      | Stockholm              | Sprint klassisk stil                                                 | Bente Skari                                                                        | Petra Majdič                                                                  | Anita Moen                                                                   |
| 21.       | 9 mars 2002      | Falun                  | 5 kilometer + 5 kilometer jaktstart                                  | Stefania Belmondo                                                                  | Nina Gavriljuk                                                                | Gabriella Paruzzi                                                            |
| 22.       | 10 mars 2002     | Falun                  | Stafett 4 × 5 kilometer                                              | Italien ISabina Valbusa Gabriella Paruzzi Cristina Paluselli Stefania Belmondo     | NorgeAnita Moen Marit Bjørgen Hilde G. Pedersen Vibeke Skofterud              | TysklandManuela Henkel Viola Bauer Claudia Künzel Evi Sachenbacher           |
| 23.       | 13 mars 2002     | Oslo                   | Sprint klassisk stil                                                 | Bente Skari                                                                        | Lina Andersson                                                                | Manuela Henkel                                                               |
| 24.       | 16 mars 2002     | Oslo                   | 30 kilometer fristil                                                 | Stefania Belmondo                                                                  | Kristina Šmigun                                                               | Gabriella Paruzzi                                                            |
| 25.       | 23 mars 2002     | Lillehammer            | 58 kilometer klassisk stil (masstart)                                | Anita Moen                                                                         | Vibeke Skofterud                                                              | Manuela Henkel                                                               |

## Slutställning

### Herrar
| Placering | Åkare               | Poäng |
| 1.        | Per Elofsson        | 780   |
| 2.        | Thomas Alsgaard     | 777   |
| 3.        | Anders Aukland      | 545   |
| 4.        | Kristen Skjeldal    | 518   |
| 5.        | Frode Estil         | 404   |
| 6.        | Jaak Mae            | 401   |
| 7.        | Cristian Zorzi      | 327   |
| 8.        | Johann Mühlegg      | 322   |
| 9.        | Jens Arne Svartedal | 315   |
| 10.       | Erling Jevne        | 307   |
| . . .     |                     |       |
| 70.       | Janusz Krężelok     | 46    |

| Placering | Åkare                | Poäng |
| 1.        | Trond Iversen        | 328   |
| 2.        | Jens Arne Svartedal  | 300   |
| 3.        | Cristian Zorzi       | 264   |
| 4.        | Thobias Fredriksson  | 254   |
| 5.        | Håvard Bjerkeli      | 249   |
| 6.        | Tor Arne Hetland     | 247   |
| 7.        | Björn Lind           | 205   |
| 8.        | Jörgen Brink         | 155   |
| 9.        | Keijo Kurttila       | 154   |
| 10.       | Freddy Schwienbacher | 149   |
| . . .     |                      |       |
| 30.       | Janusz Krężelok      | 46    |

### Damer
| Placering | Åkare               | Poäng |
| 1.        | Bente Skari         | 877   |
| 2.        | Kateřina Neumannová | 763   |
| 3.        | Stefania Belmondo   | 760   |
| 4.        | Kristina Šmigun     | 649   |
| 5.        | Julija Tjepalova    | 612   |
| 6.        | Hilde G. Pedersen   | 552   |
| 7.        | Olga Danilova       | 488   |
| 8.        | Gabriella Paruzzi   | 467   |
| 9.        | Anita Moen          | 440   |
| 10.       | Sabina Valbusa      | 381   |
| . . .     |                     |       |
| 103.      | Justyna Kowalczyk   | 1     |

| Placering | Åkare               | Poäng |
| 1.        | Bente Skari         | 319   |
| 2.        | Anita Moen          | 307   |
| 3.        | Kateřina Neumannová | 293   |
| 4.        | Evi Sachenbacher    | 237   |
| 5.        | Hilde G. Pedersen   | 223   |
| 6.        | Manuela Henkel      | 209   |
| 7.        | Maj Helen Sorkmo    | 203   |
| 8.        | Sabina Valbusa      | 201   |
| 9.        | Petra Majdič        | 200   |
| 10.       | Beckie Scott        | 158   |
| . . .     |                     |       |
| 73.       | Justyna Kowalczyk   | 1     |